# Автошлях E881
Європейський маршрут E 881 — європейська дорога класу B у Туреччині, що з'єднує міста Ізміт та Ізмір.

## Маршрут
- Туреччина
  - O-5:  Гебзе - Ізмір
  - O-30: Борнова (Ізмір) - Балчова (Ізмір) (E87 E96)
  - O-32: Ізмір - Чешме